# Kristałł Smoleńsk
Kristałł Smoleńsk (ros. «Криста́лл» Смоленск) – rosyjski klub piłkarski ze Smoleńska.

## Historia
Klub został założony w 1992 w wyniku fuzji amatorskich drużyn Diffuzjon oraz MFK Kristałł.
W tym że roku klub rozpoczął w rozrywkach amatorskich, gdzie wywalczył awans. W 1993 klub debiutował w Drugiej Lidze, jednak w następnym sezonie spadł do Trzeciej Ligi.
1 stycznia 1995 odbyła się fuzja z Iskrą Smoleńsk. Klub otrzymał nazwę CSK WWS Kristałł Smoleńsk (ЦСК ВВС «Кристалл») i ponownie startował w Drugiej Lidze. W następnym sezonie zajął drugie miejsce w grupie i awansował do Pierwszej Ligi.
W Pierwszej Dywizji występował do 2003, kiedy to z przyczyn finansowych klub zajął ostatnie (20.) miejsce i spadł do niższej ligi. 27 stycznia 2004 postanowiono rozwiązać klub.

## Osiągnięcia
- 4 miejsce w Rosyjskiej Pierwszej Dywizji: 1998
- 1/16 finału w Pucharze Rosji: 1998, 2002, 2003